# Rhacophorus malabaricus
Espèce
Statut de conservation UICN

 LC  : Préoccupation mineure
Rhacophorus malabaricus est une espèce d'amphibiens de la famille des Rhacophoridae.

## Répartition et habitat
Cette espèce est endémique d'Inde. Elle se rencontre dans les Ghâts occidentaux, du sud-ouest de l'État de Maharashtra jusqu'au sud du Kerala et au Tamil Nadu.
Elle vit dans la forêt tropicale humide, dans la forêt secondaire et dans les plantations de café.

## Description
Rhacophorus malabaricus mesure jusqu'à 100 mm, les mâles restant plus petits que les femelles. Son dos est vert vif uniforme ; son ventre est jaune pâle. Cette espèce, comme d'autres du genre, présente des membranes de peau le long de ses jambes, au niveau du talon et entre les doigts et orteils.

## Mœurs
Cette espèce construit un nid de mousse au-dessus de petits plans d'eau dans lesquels tombent les têtards au moment de l'éclosion. Il s'agit d'une « grenouille volante » présentant la particularité de pouvoir s'élancer dans le vide à partir de la cime d'un arbre et planant, amorti par les membranes de ses membres, sur une distance pouvant atteindre de 9 à 12 m.

## Galerie

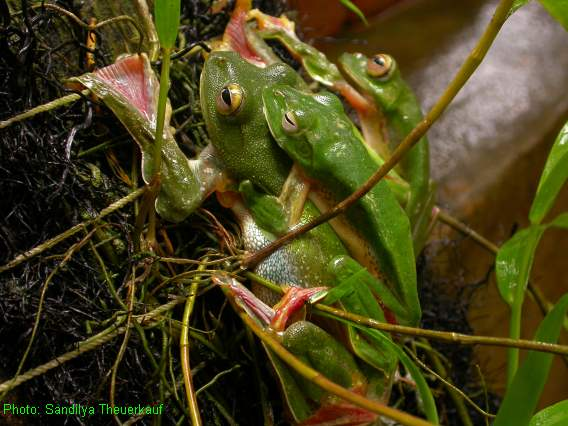
Amplexus, deux mâles collés sur une femelle. Par ailleurs, sur cette image, la peau présente entre les doigts est bien visible.
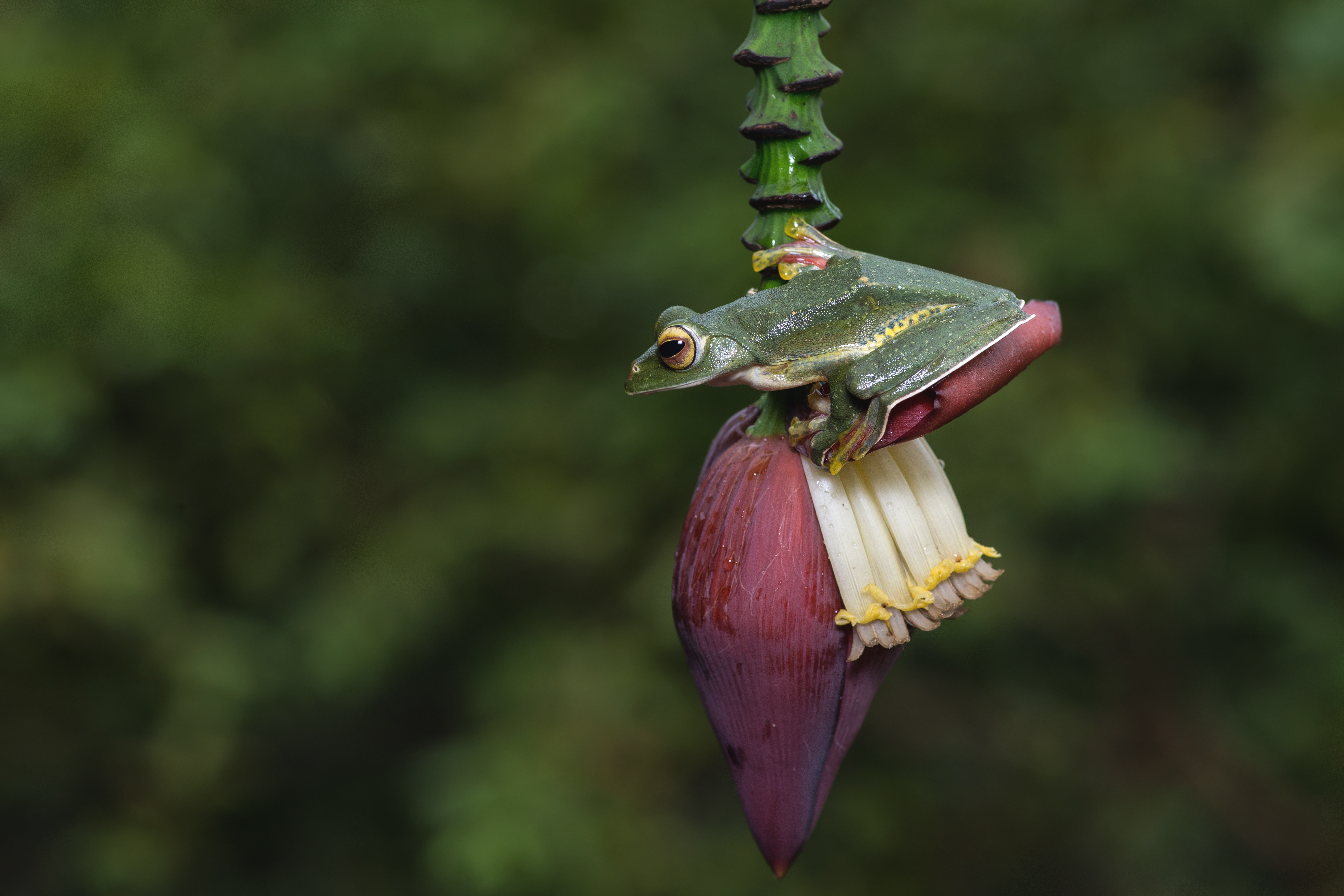
Individu aperçu à Iritty, Kerala, Inde
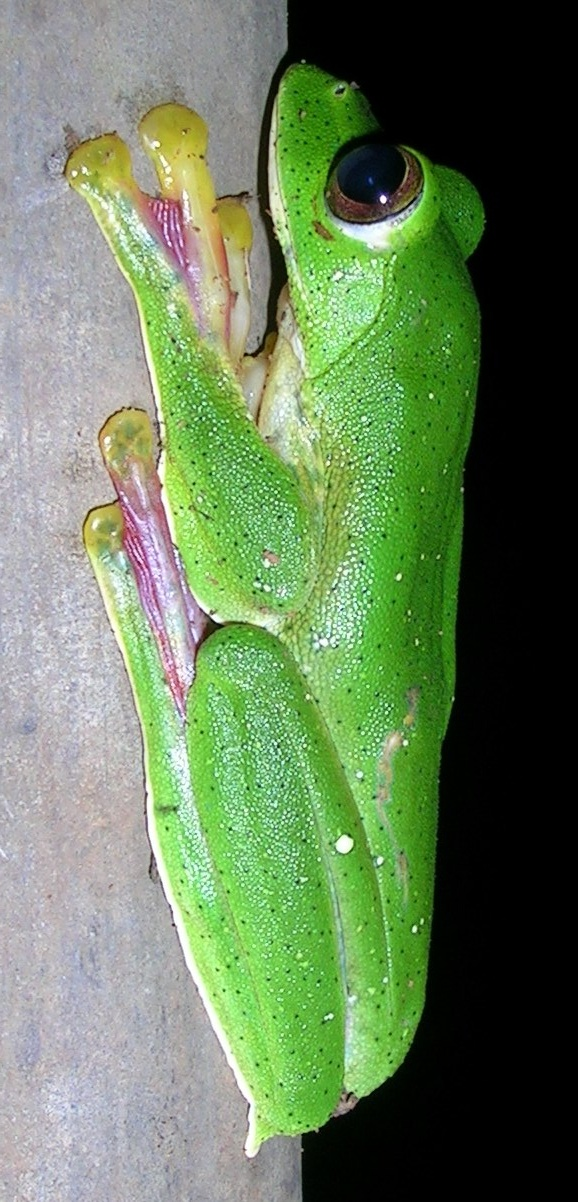
Rhacophorus malabaricus

## Publication originale
- Jerdon, 1870 : Notes on Indian Herpetology. Proceedings of the Asiatic Society of Bengal, vol. 1870, p. 66-85 (texte intégral).